# Конрад XI фон Бемелберг
Конрад XI фон Бемелберг „Млади“ (на немски: Konrad XI der Jüngere von Bemelberg; * 1552; † 1618) от род „Бойнебург“ от Хесен, е фрайхер на Бемелберг и Хоенбург в Австрия.

## Произход
Той е син на имперския генерал фрайхер Конрад X фон Бемелберг-Хоенбург (1531 – 16 април 1591, убит в битка във Франция) и първата му съпруга графиня Катарина фон Хелфенщайн (1532 – 1578), дъщеря на граф Улрих X фон Хелфенщайн (1486 – 1548) и графиня Катарина фон Валдбург-Зоненберг (1495 – 1563). Баща му се жени втори път на 22 септември 1579 г. за фрайин Юстина фон Щауфен († 1626).
Сестра му Катарина фон Бемелберг (1558 – 1612) се омъжва на 10 юли 1576 г. в Маркт Бисинген за фрайхер Евстах фон Тьоринг-Зеефелд (1555 – 1615).

## Фамилия
Първи брак: на 11 ноември 1577 г. в Бисинген със Сибила фон Шварценберг (* 12 юли 1557; † 1586), дъщеря на граф Ото Хайнрих фон Шварценберг (1535 – 1590) и Елизабет фон Бухберг/Пухберг (1537 – 1570). Те имат децата:
- Конрад XII фон Бемелберг-Хоенбург (* 15 септември 1578, Вемдинг, Бавария; † 1626), женен 1604 г. за Анна Констанция фон Фюрстенберг-Хайлигенберг, ландграфиня на Баар (* 2 април 1577; † 1659)

Втори брак: на 11 юли 1588 г. в Аугсбург с графиня Анна Мария Фугер-Кирхберг-Вайсенхорн (* 5 април 1563; † 4 юни 1592), вдовица на фрайхер Филип фон Рехберг († 26 май 1587), дъщеря на търговеца фрайхер Ханс Фугер фон Кирхберг-Вайсенхорн (1531 – 1598) и Елизабет Нотхафт фон Вайсенщайн (1539 – 1582). Те имат децата:
- Йохан фон Бемелберг (* 1589), господар на Еролцхайм и Бисинген, женен 1616 г. за графиня Катарина фон Монфор-Тетнанг
- Себастиан фон Бемелберг († 1640)
- Йохан Баптист фон Бемелберг († 1642).